# Radioteletype

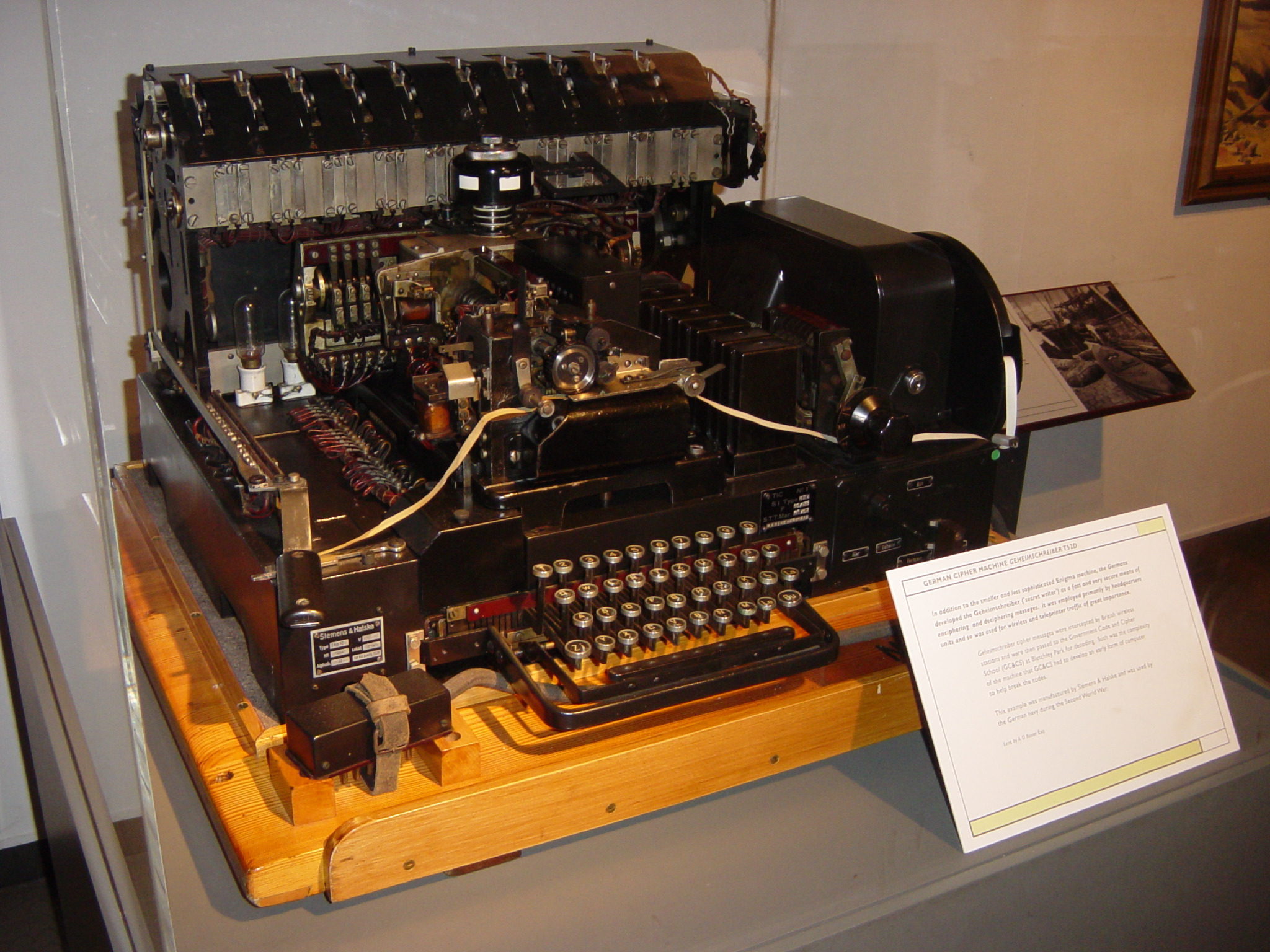
Een Siemens en Halske T52D telexmachine (Imperial War Museum, Londen).

Radioteletype (RTTY) is een telecommunicatiesysteem dat bestaat uit 2 telextoestellen die met elkaar verbonden zijn via radio.

## Hoe het werkt
RTTY gebruikt verschillende modulatie methodes, waarvan FSK de meest gebruikelijke is. 
- de codering is 5-bit ITA2 code (ook bekend als de Baudotcode), die asynchroon gebruikt wordt met start en stop bits;
- Ten minste één bekend  RTTY systeem gebruikt 6-bit ITA2 karakter codes;
- Modernere systemen gebruiken 7-bit of 8-bit bytes.

In plaats van (meestal) luidruchtige telextoestellen worden nu meestal computers gebruikt die op de zender/ontvanger aangesloten worden.

## Traag voor huidige normen
RTTY is nogal traag naar huidige normen, een typische baud rate voor RTTY was 45 baud (ongeveer 60 woorden per minuut).
- De combinatie van een lage baudrate met een robuuste FSK modulatie maakt RTTY erg resistent tegen radiostoringen.

## Belangrijkste gebruikers
Vooral gebruikers die betrouwbare kortegolfcommunicatie nodig hebben:
- Verschillende legers over de wereld
- Diplomaten, vooral in Afrika en delen van Azië
- RTTY systemen worden ook gebruikt door radioamateurs.